# Chalybura urochrysia
Chalybura urochrysia là một loài chim trong họ Chim ruồi.